# Maktab al-Chidamāt
Das Maktab al-Chidamāt oder Maktab al-Chadamāt (arabisch مكتب الخدمات ‚Dienstleistungsbüro‘ bzw. مكتب خدمات المجاهدين العرب Maktab Chidamāt al-Mudschāhidīn al-ʿArab ‚Dienstleistungsbüro der arabischen Mudschahedin‘, englisch Maktab al-Khidamāt geschrieben, abgekürzt MAK) war eine Anlaufstelle für islamistische Afghanistankämpfer zur Zeit des bewaffneten Widerstandes gegen die sowjetische Besatzung Afghanistans.
Die Gründung erfolgte zu Beginn der 1980er-Jahre von Abdallah Azzam, einem Mentor Osama bin Ladens, in Peschawar (Pakistan). Bin Laden spielte innerhalb des MAK eine wichtige Rolle. Aufgabe des MAK war, zukünftige Afghanistan-Kämpfer zu rekrutieren und auszubilden. Außerdem diente es als Mittler für finanzielle Transaktionen zugunsten des afghanischen Widerstands gegen die sowjetische Besetzung.
Es unterhielt enge Beziehungen zum saudi-arabischen Geheimdienst al-Muchabarat al-'Amma und zur pakistanischen Regierung, insbesondere zum pakistanischen Geheimdienst ISI, sowie über diesen zur CIA, die es über diesen mitfinanzierte.
Nach dem Tod von Azzam übernahm Bin Laden die Führung des Maktab al-Chidamat und entwickelte daraus al-Qaida.